# Elezioni parlamentari in Belgio del 1991
Le elezioni parlamentari in Belgio del 1991 si tennero il 24 novembre per il rinnovo del Parlamento federale (Camera dei rappresentanti e Senato). In seguito all'esito elettorale, Wilfried Martens, espressione del Partito Popolare Cristiano, fu confermato Primo ministro; nel 1992 fu sostituito da Jean-Luc Dehaene, esponente dello stesso partito.

## Risultati

### Camera dei rappresentanti
| Liste                                                       | Voti      | %     | Seggi |
| ----------------------------------------------------------- | --------- | ----- | ----- |
| Partito Popolare Cristiano                                  | 1 036 165 | 16,81 | 39    |
| Partito Socialista (PS)                                     | 831 199   | 13,49 | 35    |
| Partito per la Libertà e il Progresso                       | 738 016   | 11,98 | 26    |
| Partito Socialista (SP)                                     | 737 976   | 11,98 | 28    |
| Partito Riformatore Liberale                                | 501 647   | 8,14  | 20    |
| Partito Social-Cristiano                                    | 476 730   | 7,74  | 18    |
| Blocco Fiammingo                                            | 405 247   | 6,58  | 12    |
| Unione Popolare                                             | 363 124   | 5,89  | 10    |
| Ecolo                                                       | 312 624   | 5,07  | 10    |
| Agalev                                                      | 299 550   | 4,86  | 7     |
| ROSSEM                                                      | 198 182   | 3,22  | 3     |
| Fronte Democratico dei Francofoni - Partito per la Vallonia | 90 813    | 1,47  | 3     |
| Fronte Nazionale                                            | 64 992    | 1,05  | 1     |
| Partito del Lavoro del Belgio (PTB/PVDA)                    | 30 491    | 0,49  | –     |
| Belgio-Europa-Belgio                                        | 15 429    | 0,25  | –     |
| Arcobaleno (KP - SAP)                                       | 11 944    | 0,19  | –     |
| Agir                                                        | 11 189    | 0,18  | –     |
| Partito Comunista (Vallonia-Bruxelles)                      | 5 706     | 0,09  | –     |
| Partito Operaio Socialista                                  | 5 243     | 0,09  | –     |
| VD                                                          | 4 467     | 0,07  | –     |
| Raggruppamento Vallone                                      | 3 756     | 0,06  | –     |
| VCD-PCS                                                     | 2 941     | 0,05  | –     |
| Unione Democratica per il Rispetto del Lavoro               | 2 416     | 0,04  | –     |
| Alleanza Indipendente Duemila Nuove Politiche               | 2 413     | 0,04  | –     |
| Altri <2000 voti                                            | 9 900     | 0,16  | –     |
| Totale                                                      | 6 162 160 | 100   | 212   |

### Senato
| Liste                                                        | Voti      | %     | Seggi |
| ------------------------------------------------------------ | --------- | ----- | ----- |
| Partito Popolare Cristiano                                   | 1 028 699 | 16,82 | 20    |
| Partito Socialista (PS)                                      | 814 136   | 13,31 | 18    |
| Partito Socialista (SP)                                      | 730 274   | 11,94 | 14    |
| Partito per la Libertà e il Progresso                        | 713 542   | 11,66 | 13    |
| Partito Riformatore Liberale                                 | 496 562   | 8,12  | 9     |
| Partito Social-Cristiano                                     | 483 961   | 7,91  | 9     |
| Blocco Fiammingo                                             | 414 481   | 6,78  | 5     |
| Unione Popolare                                              | 365 173   | 5,97  | 5     |
| Ecolo                                                        | 323 683   | 5,29  | 6     |
| Agalev                                                       | 314 360   | 5,14  | 5     |
| ROSSEM                                                       | 196 052   | 3,20  | 1     |
| Fronte Democratico dei Francofoni - Partito per la Vallonia  | 86 026    | 1,41  | 1     |
| Fronte Nazionale                                             | 60 876    | 1,00  | –     |
| Partito del Lavoro del Belgio (PTB/PVDA)                     | 31 754    | 0,52  | –     |
| Belgio-Europa-Belgio                                         | 15 893    | 0,26  | –     |
| Arcobaleno (KP - SAP)                                        | 12 150    | 0,20  | –     |
| Partito Comunista (Vallonia-Bruxelles)                       | 6 552     | 0,11  | –     |
| Partito Socialista dei Lavoratori/Partito Operaio Socialista | 6 485     | 0,11  | –     |
| Altri                                                        | 16 955    | 0,28  | –     |
| Totale                                                       | 6 117 614 | 100   | 106   |